# Vodafone Ukrajna
A Vodafone Ukrajna (korábban MTS Ukraine) Ukrajna második legnagyobb mobilszolgáltatója 23,1 millió felhasználóval, és 38 százalékos piaci részesedéssel. A cég teljes egészében a NEQSOL Holding tulajdonában van.

## Története
Az Ukrainian Mobile Communications (UMC) volt az első mobilszolgáltató Ukrajnában mely SIM kártyákat forgalmazott a lakosság számára. 2003-ban az orosz MTS megvásárolta a céget és nem sokkal később a vállalat felvette az MTS nevet. 2006 végétől az MTS Ukrajnában már a CDMA-450 1xEV-DO szabvány szerint kezdte el fejleszteni 3G mobilhálózatát. 
A GfK Ukraine és a Correspondent 500 vállalatra kiterjedő felmérése  az MTS-t az ország három legjobb munkaadói közé sorolta.
2007-ben az MTS csatlakozott az Egyesült Nemzetek Globális Megállapodásához, hogy elismerje az üzleti szektor kötelezettségeit az egyetemesen elfogadott elvek tekintetében az emberi jogok, a munka, a környezetvédelem és a korrupcióellenesség területén.
2007. március 15-én az MTS lett az első ukrajnai távközlési vállalat, amely megkapta az Európai Minőségirányítási Alapítvány "Tökéletesség-elismerés" tanúsítványát, amely megerősíti a kommunikációs-üzemeltetői munka magas színvonalát.

Az MTS logója

2008-ban az ukrán MTS akkori tulajdonosa, az orosz MTS és a Vodafone stratégiai partnerséget írt alá.
2011-ben az MTS nyíltan kinyilvánította érdeklődését az Ukrtelecom mobilüzletágának megvásárlásában.
2015 októberében az MTS és a Vodafone kibővítette stratégiai partnerségét; ennek eredményeként az MTS nevet Vodafone névre cserélték.
2018. január 11-én és 12-én a Luhanszk megye és Donyeck megye  megszállt területein működő szeparatista entitásokban a vállalat leállította tevékenységeit, miután megsérültek az üvegszálas vezetékek.
Ennek eredményeként kétmillió ember veszítette el a mobiltelefon-hozzáférést. Amíg a Vodafone nem orvosolta a problémát, addig a régióban egy másik mobiltelefon-szolgáltató hálózatát használhatták a lakosok melyet a szeparatista hatóságok üzemeltették. Január 19-én befejeződött az optikai vezeték javítása, és a Vodafone  szolgáltatásai a Luhanszki Népköztársaságban teljesen újraindultak, azonban Donyecki Népköztársaság mobilkapcsolat nélkül maradt. 2018. március 23-án a Donyecki Népköztársaság kijelentette, hogy a Vodafone csak akkor kezdheti újra működését a népköztársaság területen, ha elkezd adót fizetni az el nem ismert államnak. A Vodafone  viszont nem kívánt eleget tenni a szeparatisták követeléseinek.
2019-ben az orosz MTS eladta ukrajnai leányvállalatát az azerbajdzsáni NEQSOL Holdingnak.
A háború 2022. február 24-i kezdete óta a Vodafone elkötelezett amellett, hogy segítsen a helyzet áldozataivá vált lakosságnak. A cég ingyenes nemzetközi roamingot biztosít annak érdekében, hogy a katonák és a civilek továbbra is kapcsolatban maradjanak.

## Fordítás
Ez a szócikk részben vagy egészben  a   Vodafone Ukraine című angol Wikipédia-szócikk ezen változatának fordításán alapul.  Az eredeti cikk szerkesztőit annak laptörténete sorolja fel. Ez a jelzés csupán a megfogalmazás eredetét és a szerzői jogokat jelzi, nem szolgál a cikkben szereplő információk forrásmegjelöléseként.